# ディナガット・アイランズ州

ディナガット・アイランズ州

ディナガット島

ディナガット・アイランズ州（ディナガット・アイランズしゅう、Province of Dinagat Islands）は、フィリピン南部ミンダナオ島北東沖にあるディナガット島とその周辺諸島を範囲とする州で、カラガ地方（Caraga, Region XIII）に属している。州都はディナガット島西岸の町、サン・ホセ（San Jose）。面積は802.12km2、人口は127,152人（2015年）。

## 地理
南にミンダナオ島本土の北スリガオ州、東はスリガオ海峡を挟んで東ビサヤ地方の南レイテ州、北はレイテ湾を挟んで東サマル州と海上で接する。
主な島、ディナガット島は南北の長さが60kmで、レイテ湾とフィリピン海（太平洋）を南側から分けている。

## 行政区分
ディナガット・アイランズ州には、7つの基礎自治体（Municipality）がある。都市（Independent cities）、市（Component cities）はない。

### 基礎自治体
1. Basilisa (Rizal)
2. Cagdianao
3. Dinagat
4. Libjo (Albor)
5. Loreto
6. Tubajon
7. サン・ホセ（英語版）

## 歴史

### 州の分離
ディナガット島と周囲の島嶼部の7町が住民投票により分離を選び、2006年12月、共和国法9355（Republic Act No. 9355）の成立により北スリガオ州から分離した。2010年2月、フィリピン最高裁はディナガット・アイランド州が新しい州の創設に必要な人口や面積の基準を満たしていなかったとして州創設を無効とし、ディナガット島は北スリガオ州に再度吸収された。しかし2011年3月、最高裁は州創設を無効とした前年の判決を覆し、共和国法9355とディナガット・アイランド州の創設が合憲であることを認めた。

## 観光
白い砂のビーチとロッククライミングの名所である岩山、洞窟、湖などで名高く、冒険旅行の目的地として観光客を集めている。